# Entomogramma squamicornis
Entomogramma squamicornis là một loài bướm đêm trong họ Erebidae.